# 만수동
만수동(萬壽洞)은 인천광역시 남동구에 속한 법정동이다. 만수1동부터 만수6동까지의 6개 행정동으로 나뉘어 있다. 인천광역시 남동구의 동북부 지역에 위치하고있다. 북쪽에는 백범로가, 남쪽에는 구월로가 지나간다. 만수동의 면적은 6.08km2, 인구는 11만 4418명(2023년 6월 현재)이다.

## 명칭 유래
옛이름은 새말, 구룡골, 산밑말, 담뱅이말, 장승배기, 새골, 비리고개, 돌골, 쇠판 등이라고 하였다.

## 역사
인천부 조동면과 남촌면 지역의 시작으로 1914년에 부천군 남동면에 편입되어 만수리가 되었다. 1940년에 다시 인천부로 편입되어 만수정으로 개칭되고 1946년에 만수동이 되었다. 1979년에 만수동을 만수1, 2동으로, 1983년에 만수2동을 2∼3동으로 나누었다. 1989년에는 만수2동에서 만수4동이 분리되었고, 1991년에는 만수1동에서 만수5동이 분리되었으며, 1993년에 만수1동을 다시 1동과 6동으로 분리하였다. 본래 대부분 농촌지역이였으나 1980년대 초반에 아파트단지와 주택개발이 시작되어 밀집 주거지역이 되었다.

## 사진

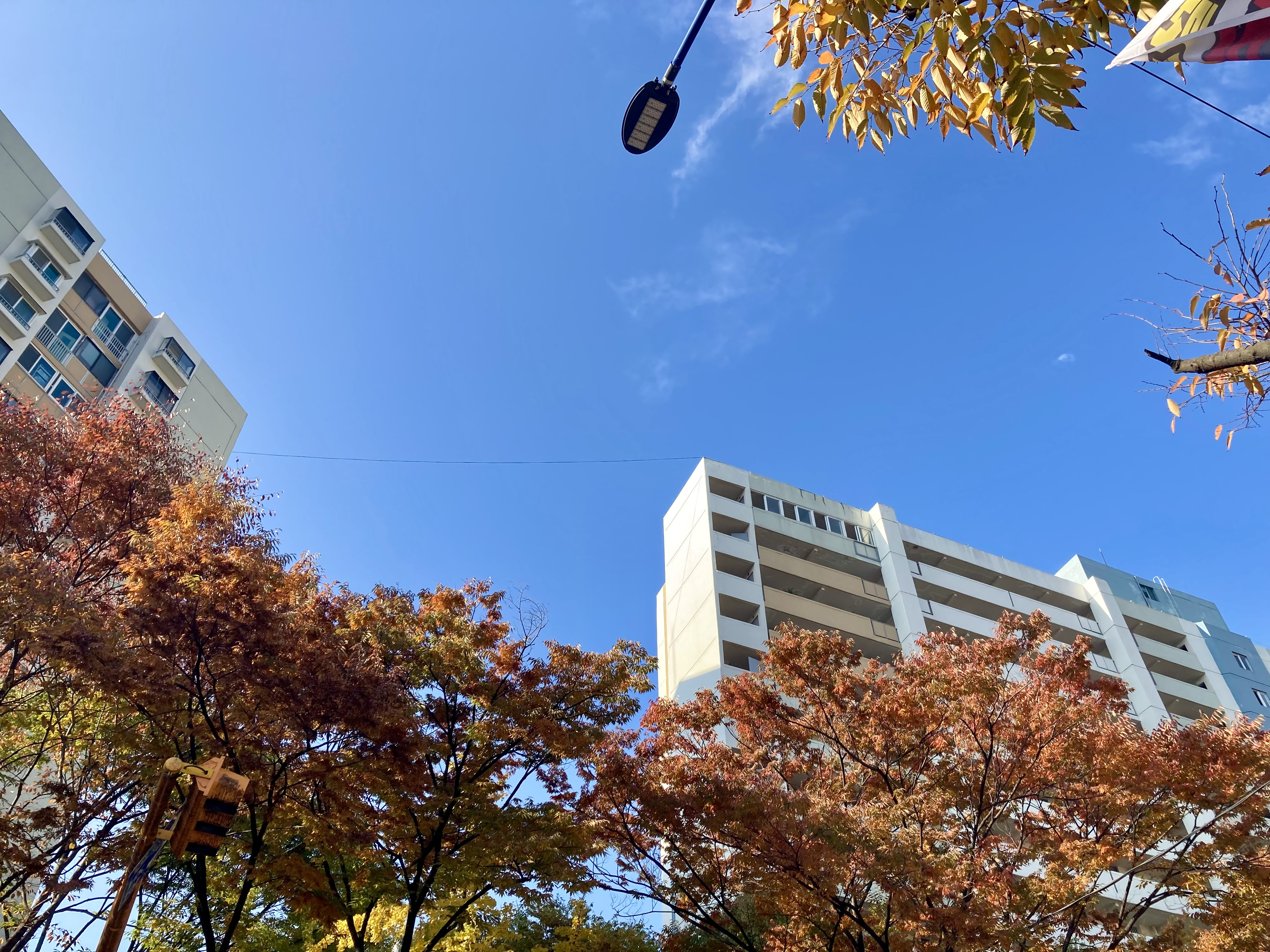
만수4동 가을단풍
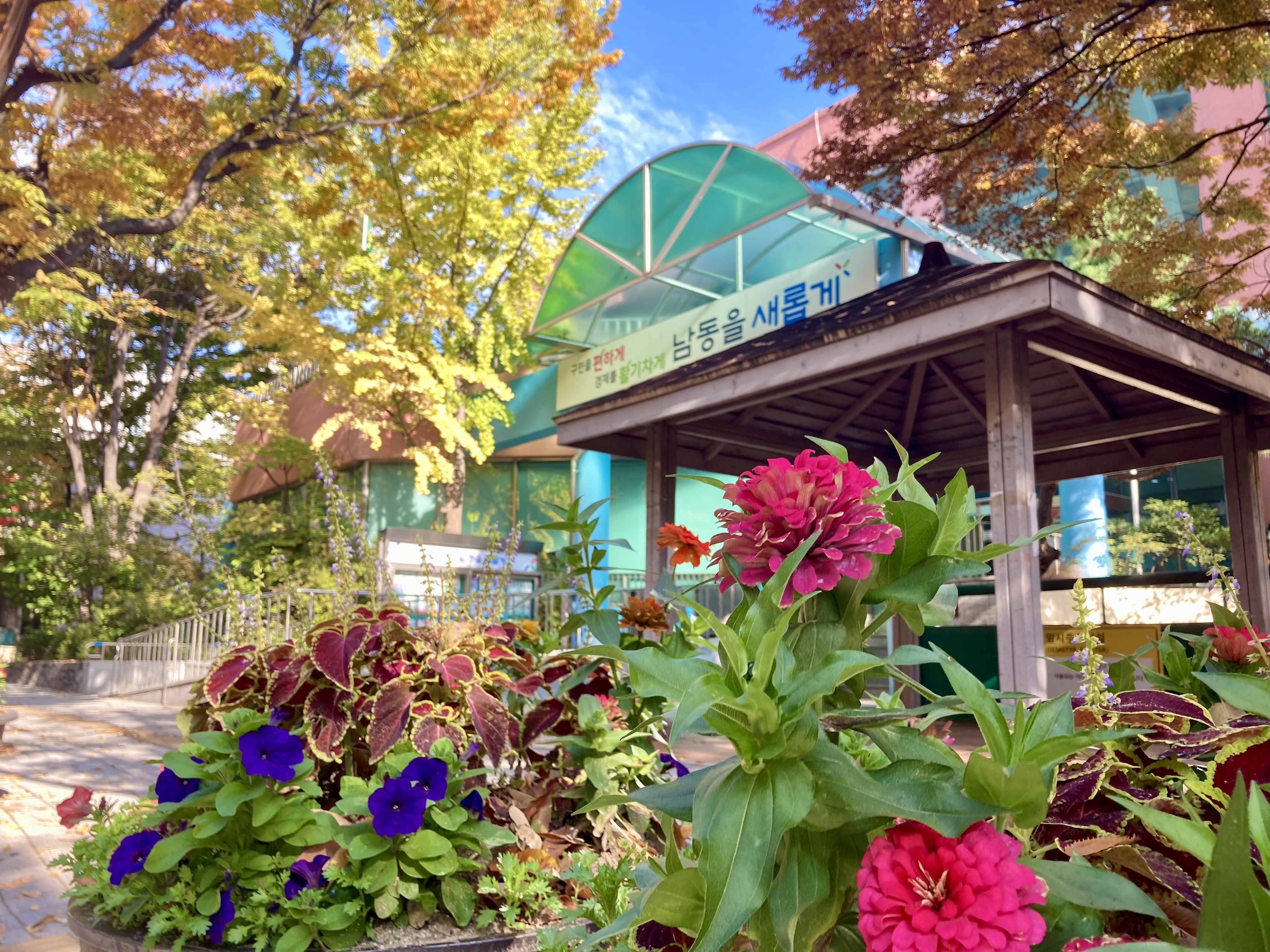
만수4동행정복지센터 가을
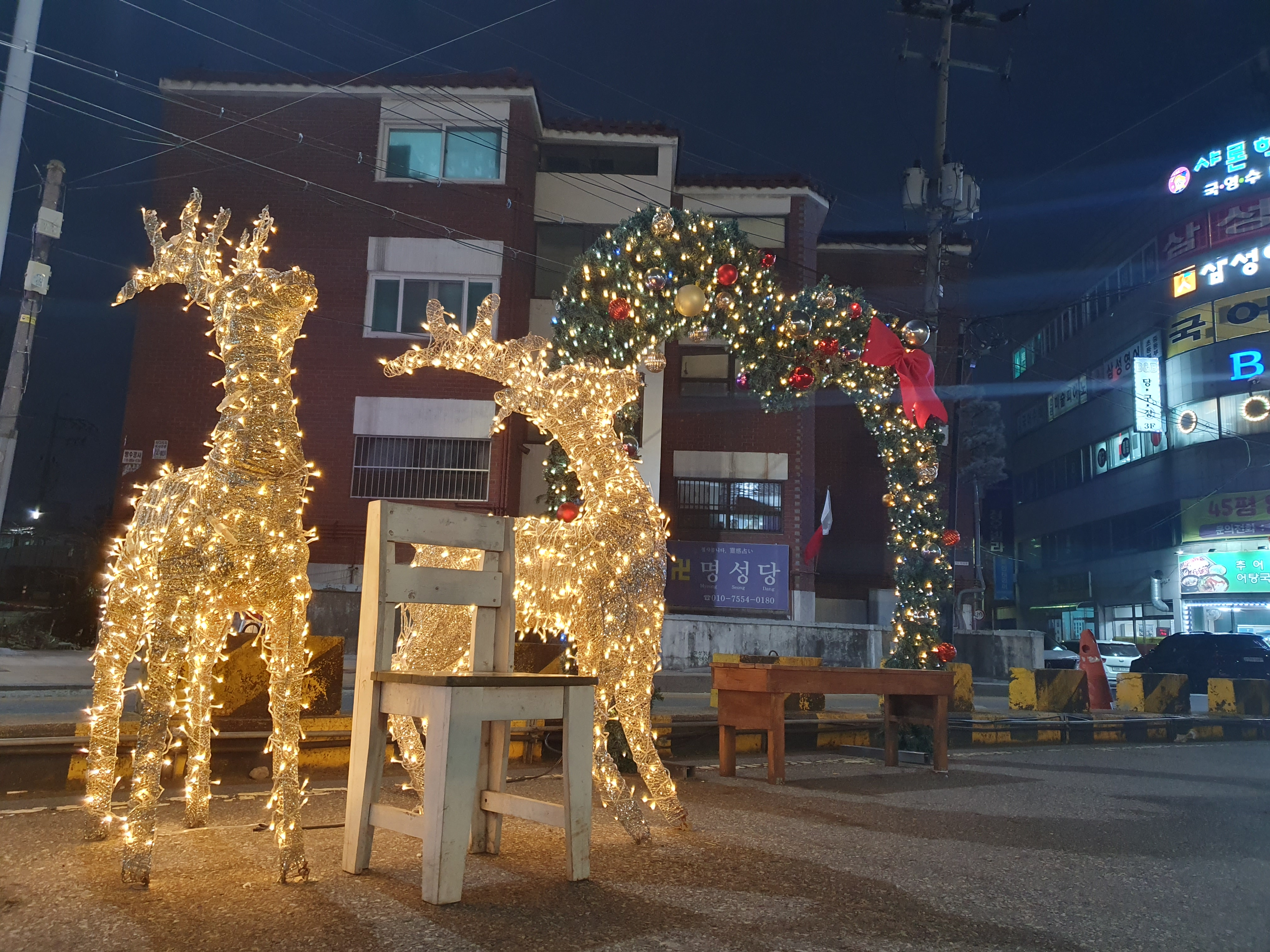
만수천 빛의거리
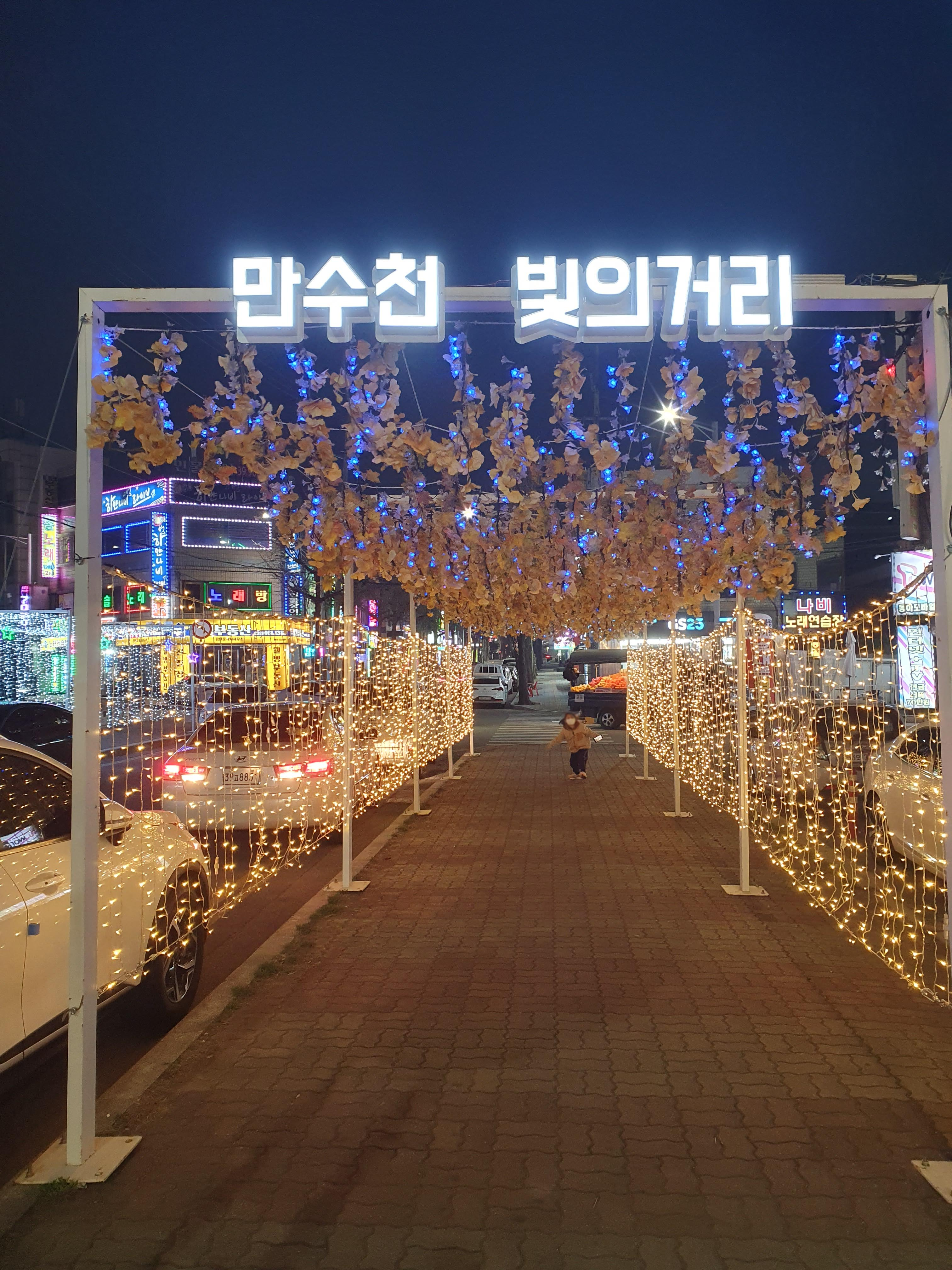
만수천 빛의거리
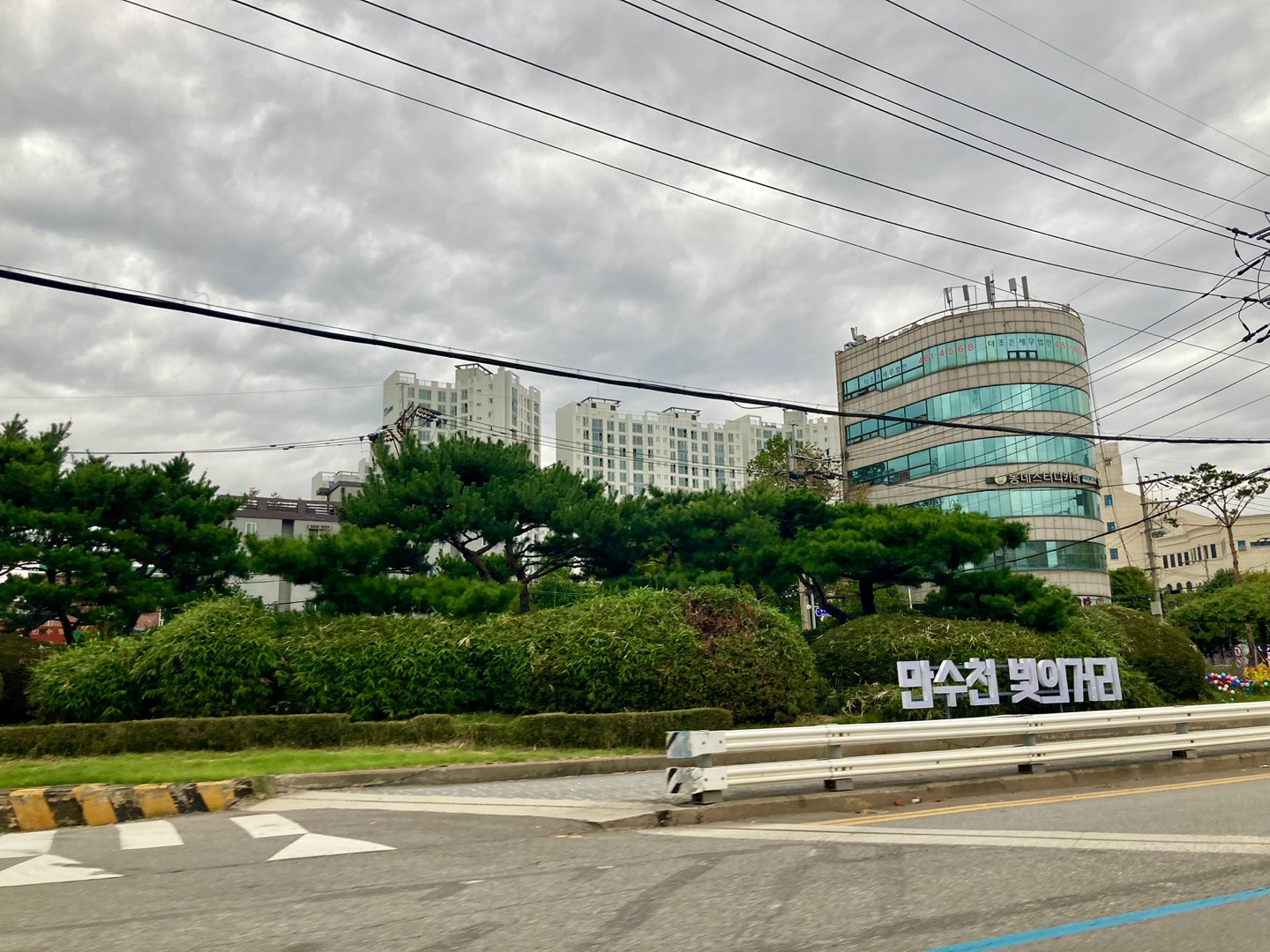
만수천 빛의거리
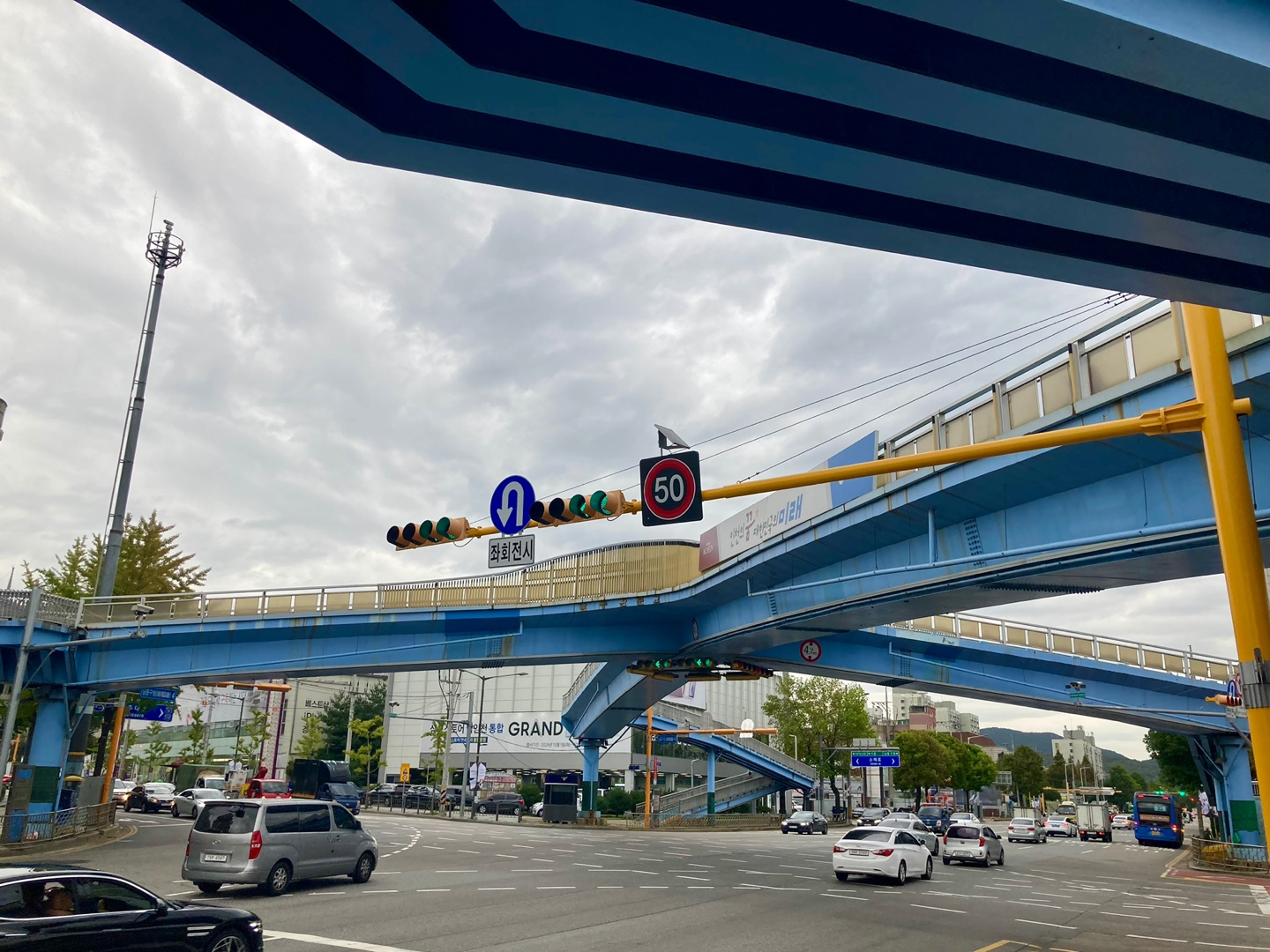
남동관문교
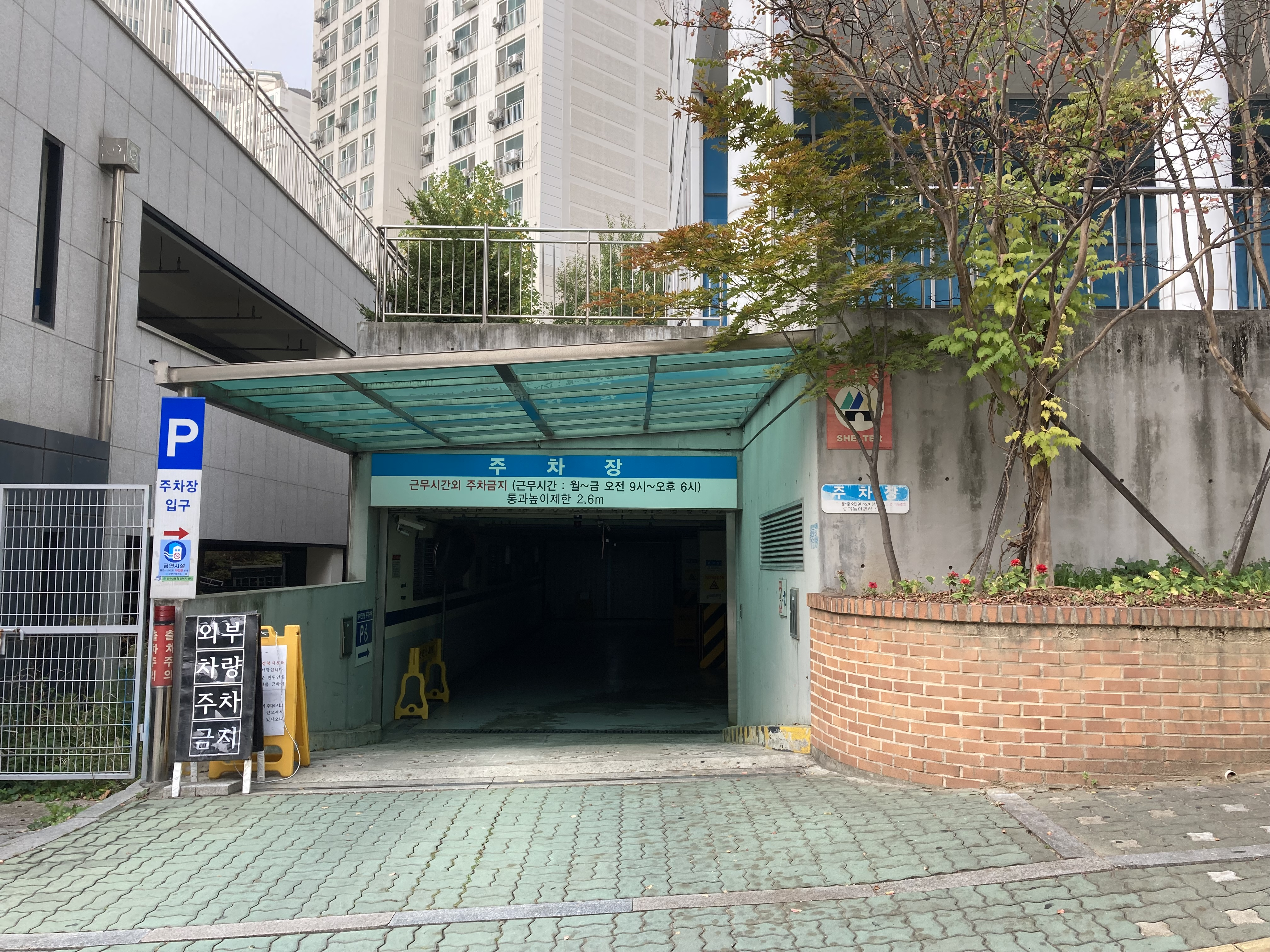
만수2동행정복지센터 지하주차장
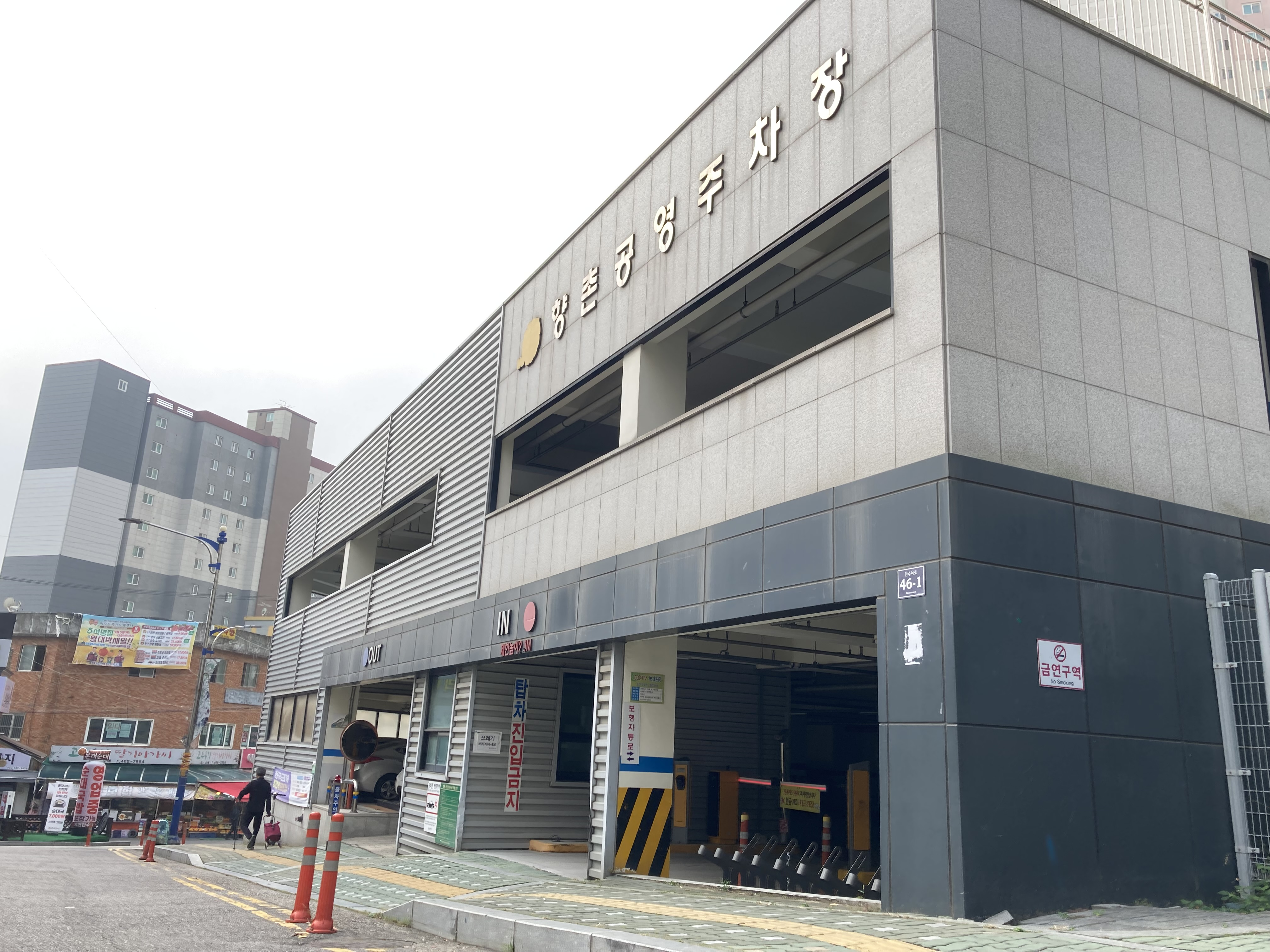
만수2동행정복지센터 향촌공영주차장
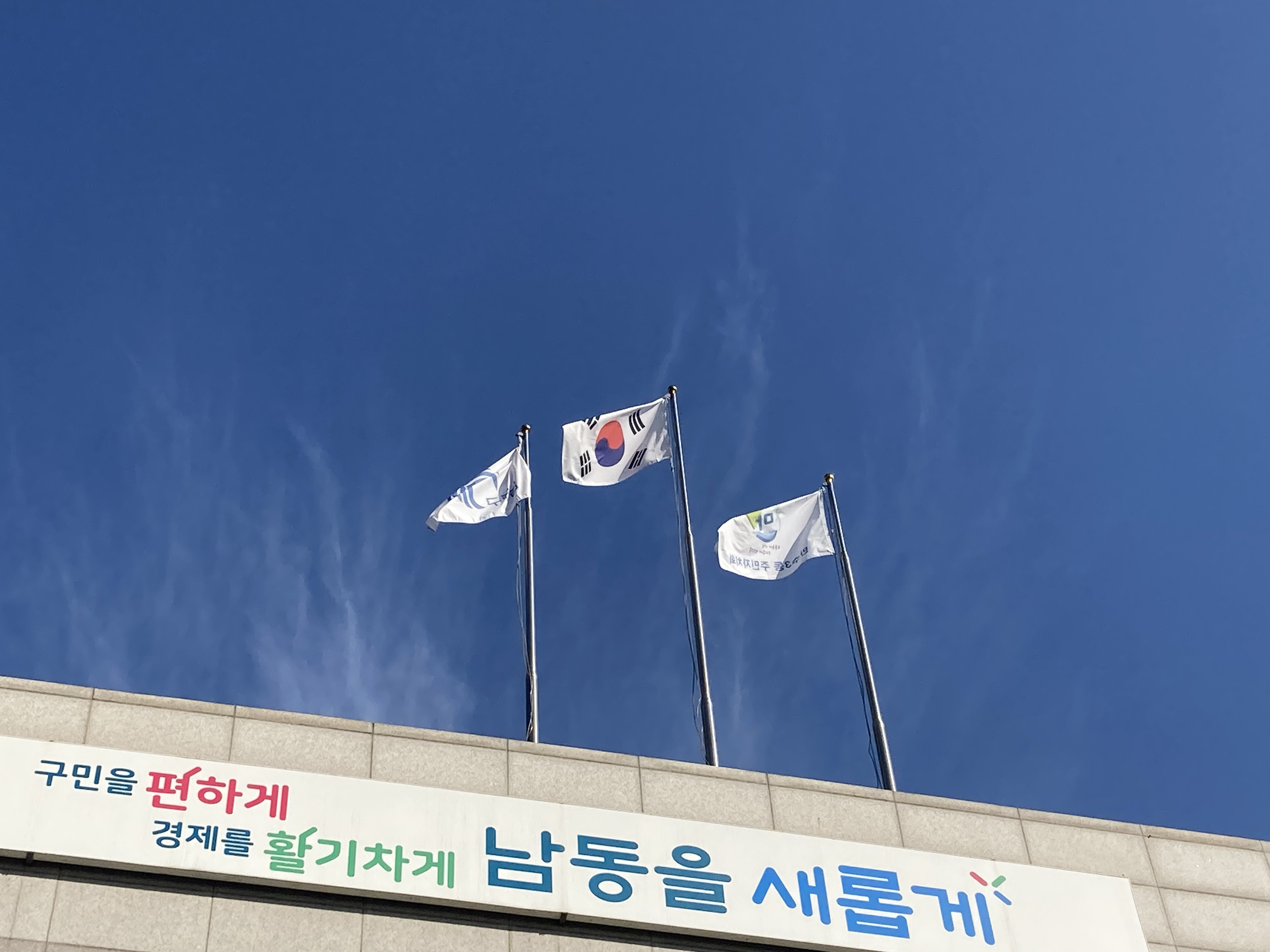
만수3동 행정복지센터 계양대
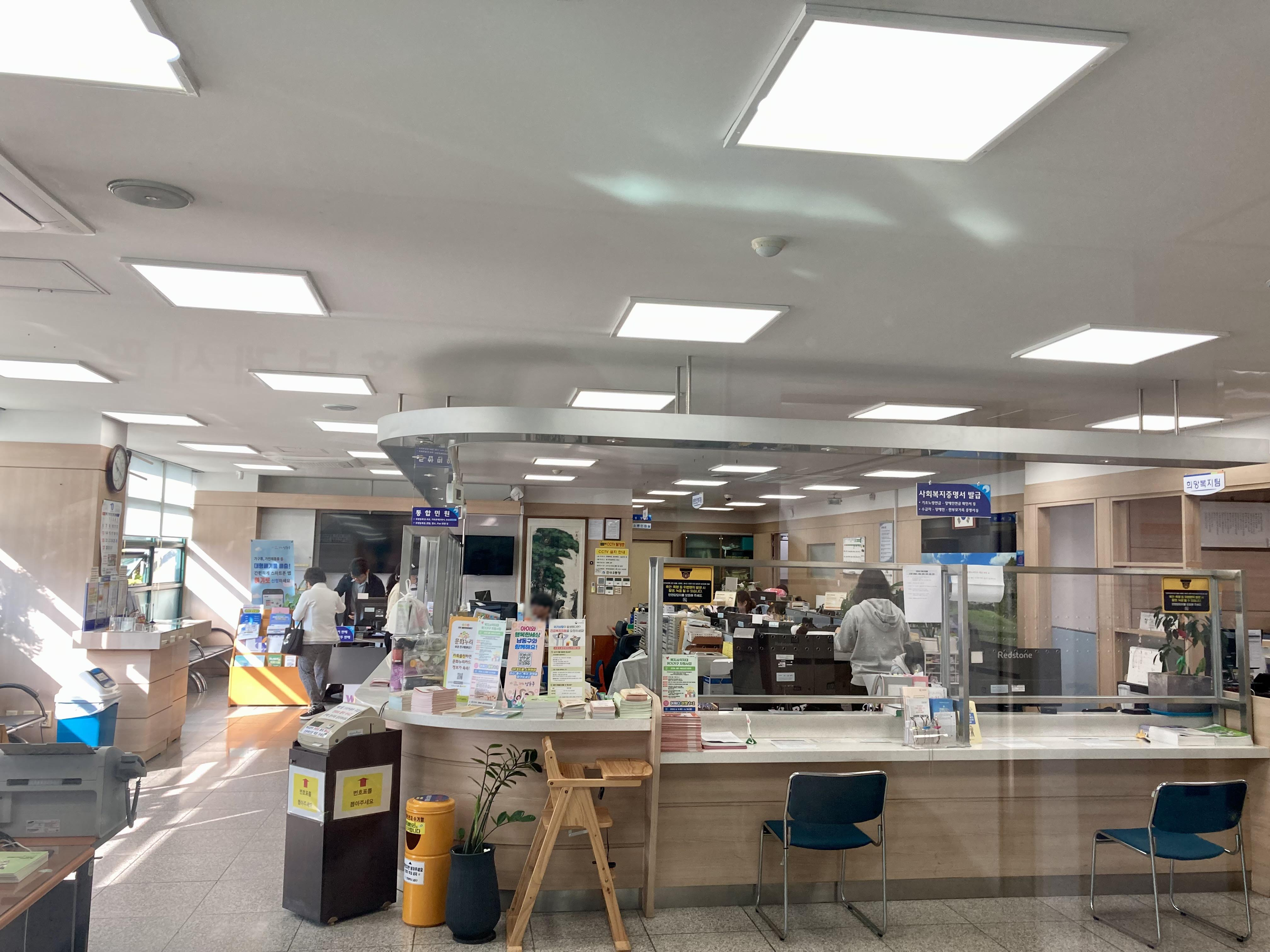
만수3동 행정복지센터 민원실
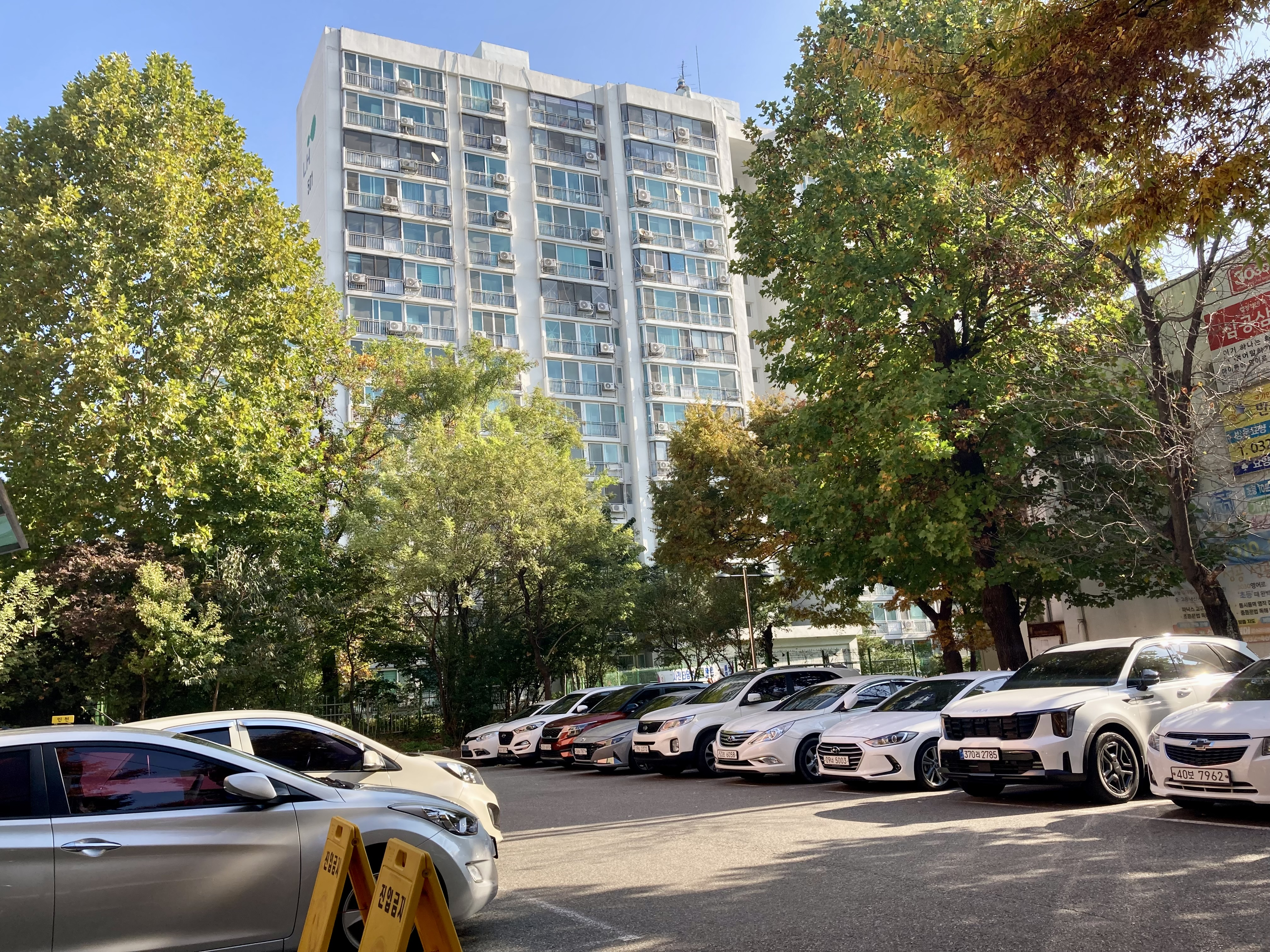
만수4동 행정복지센터 주차장
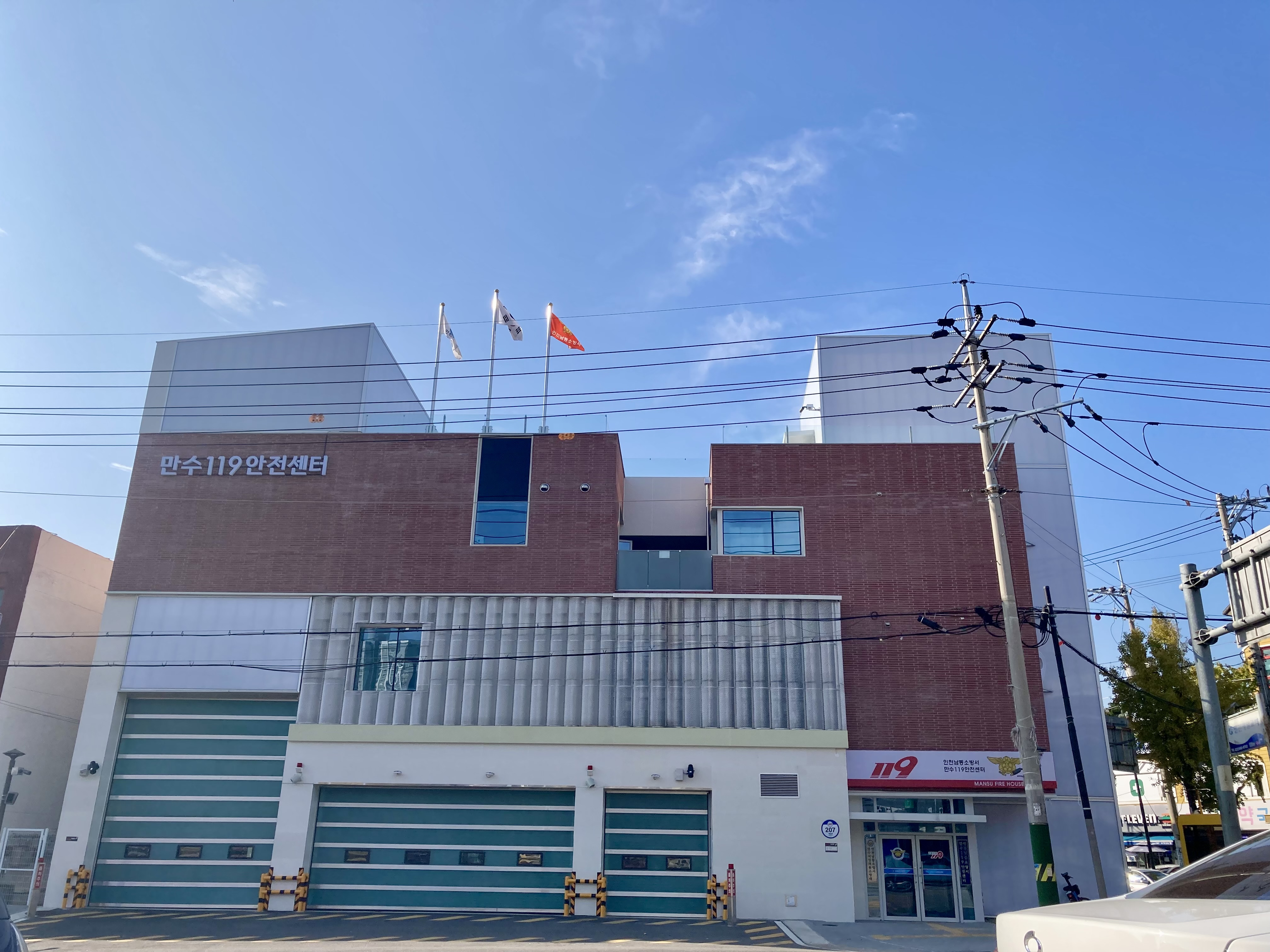
만수119안전센터
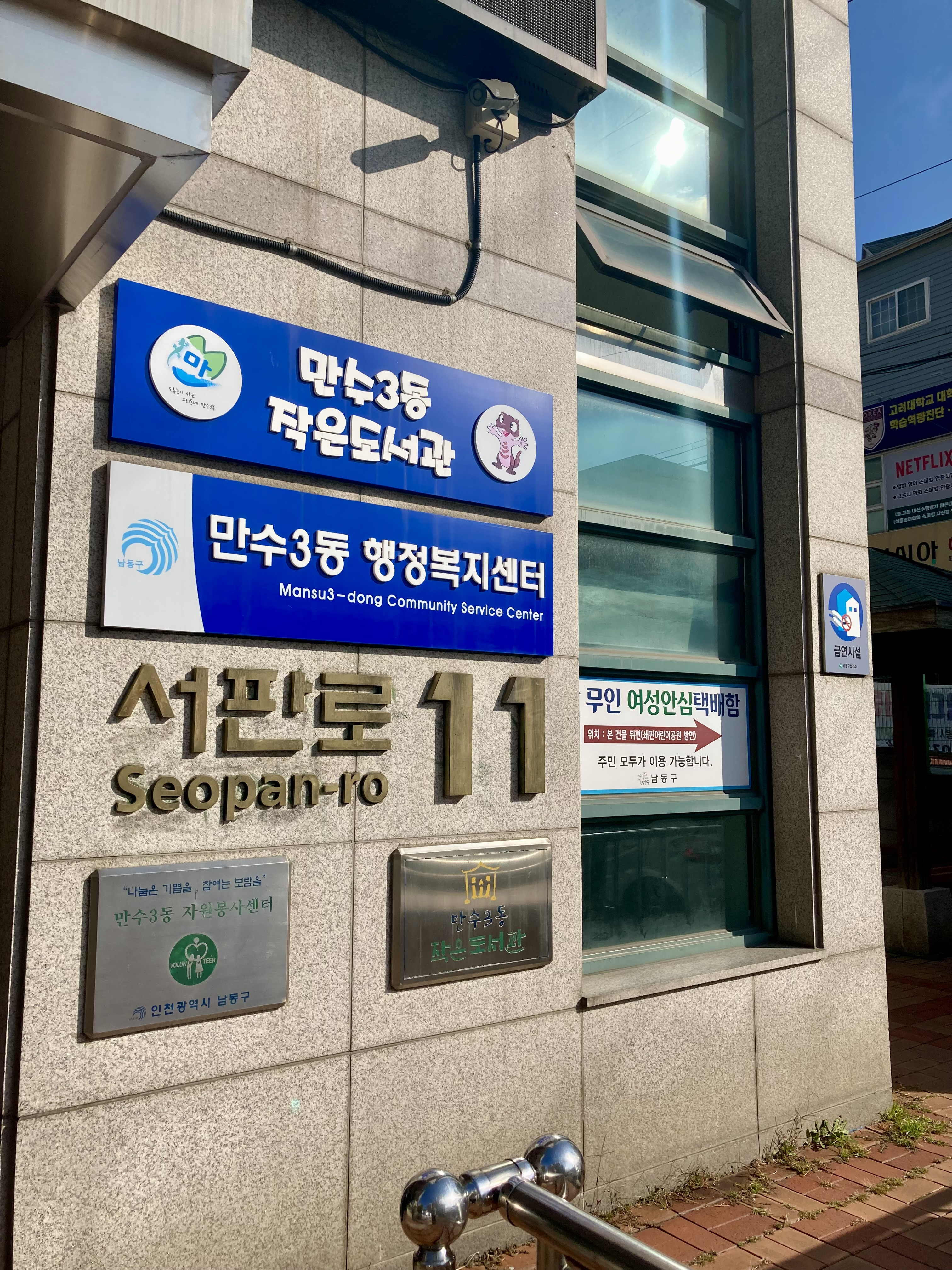
만수3동행정복지센터 간판
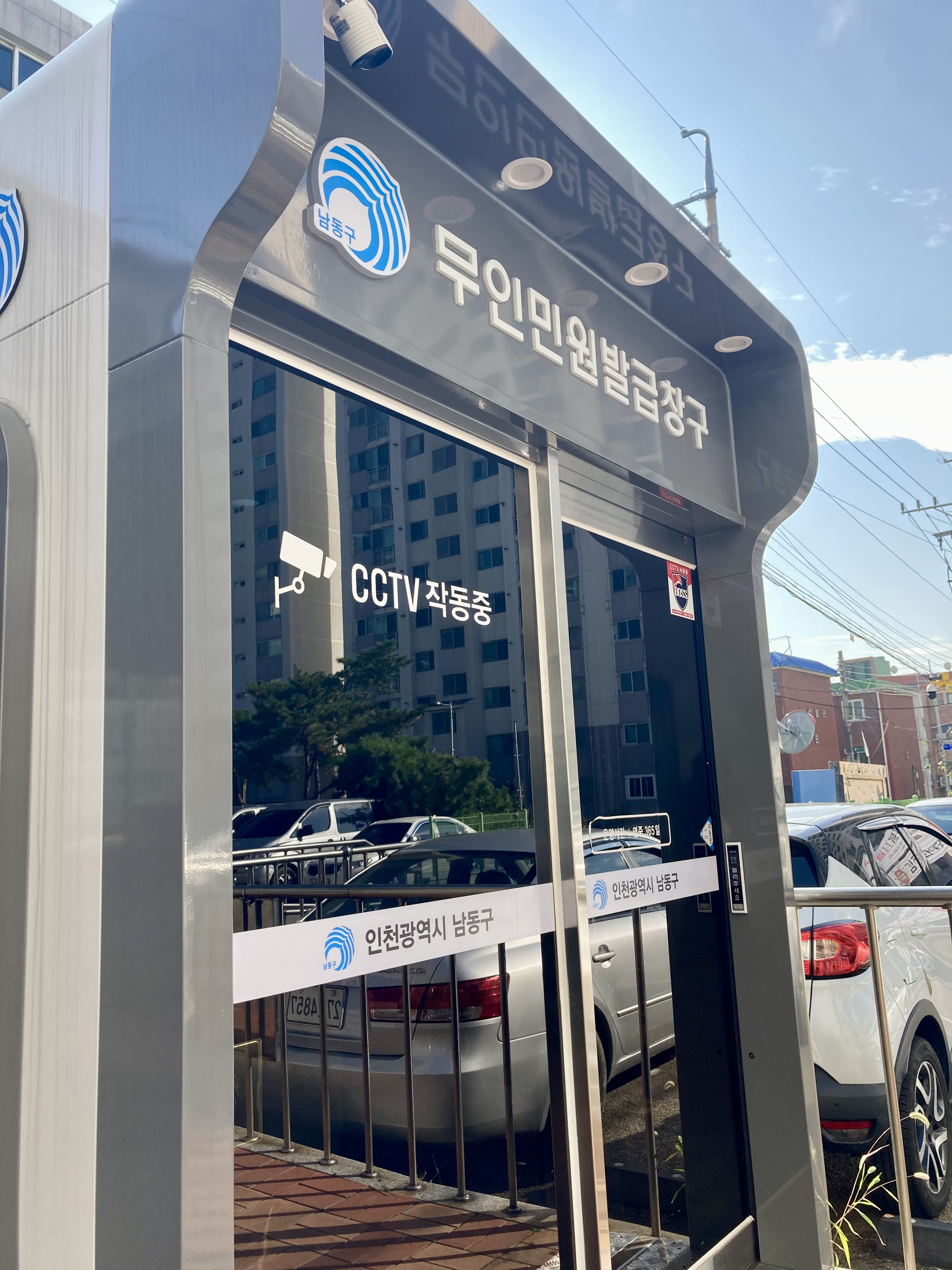
만수3동행정복지센터 무인민원발급기
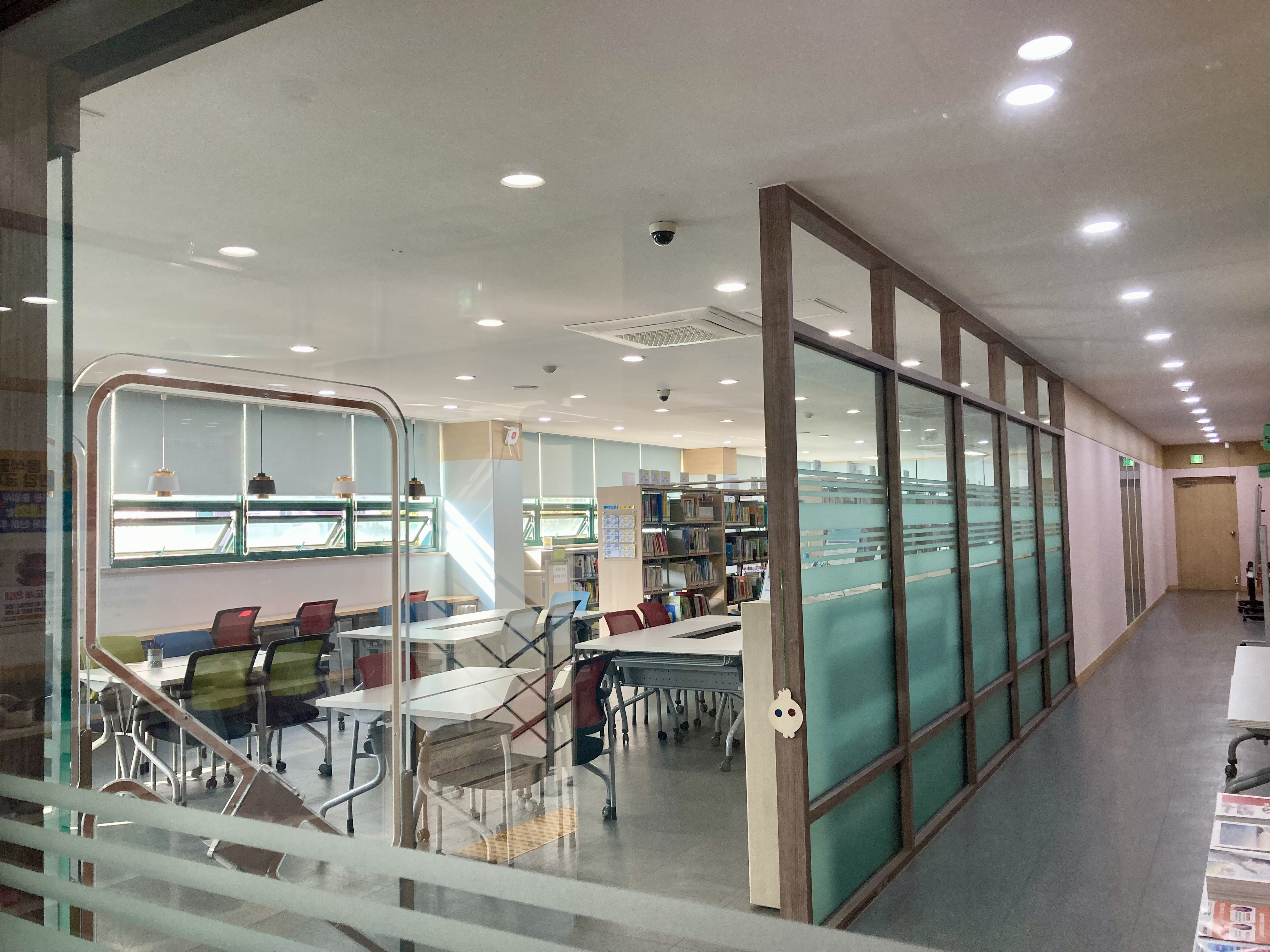
만수3동 행정복지센터 작은도서관
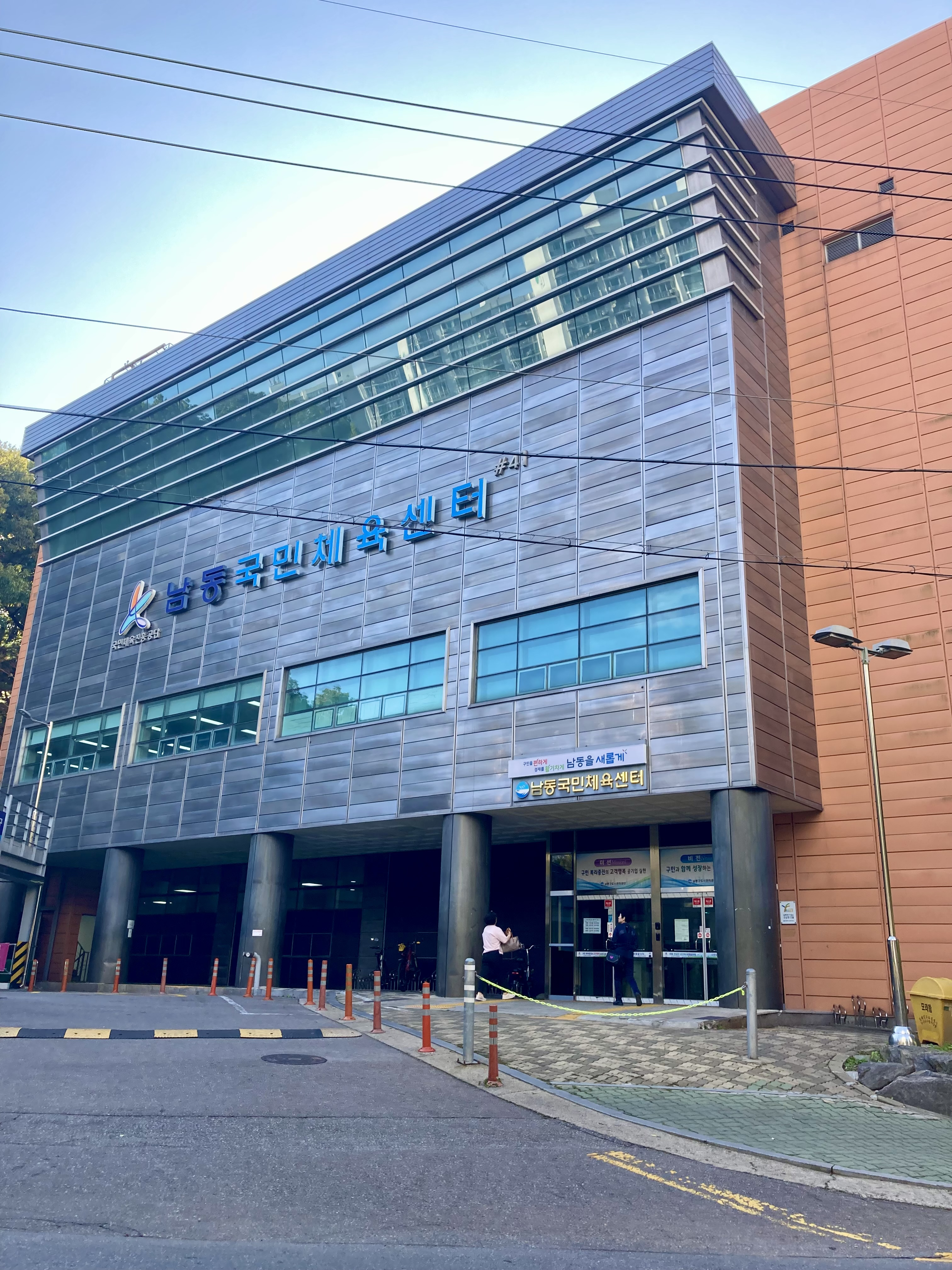
만수동 남동국민체육센터
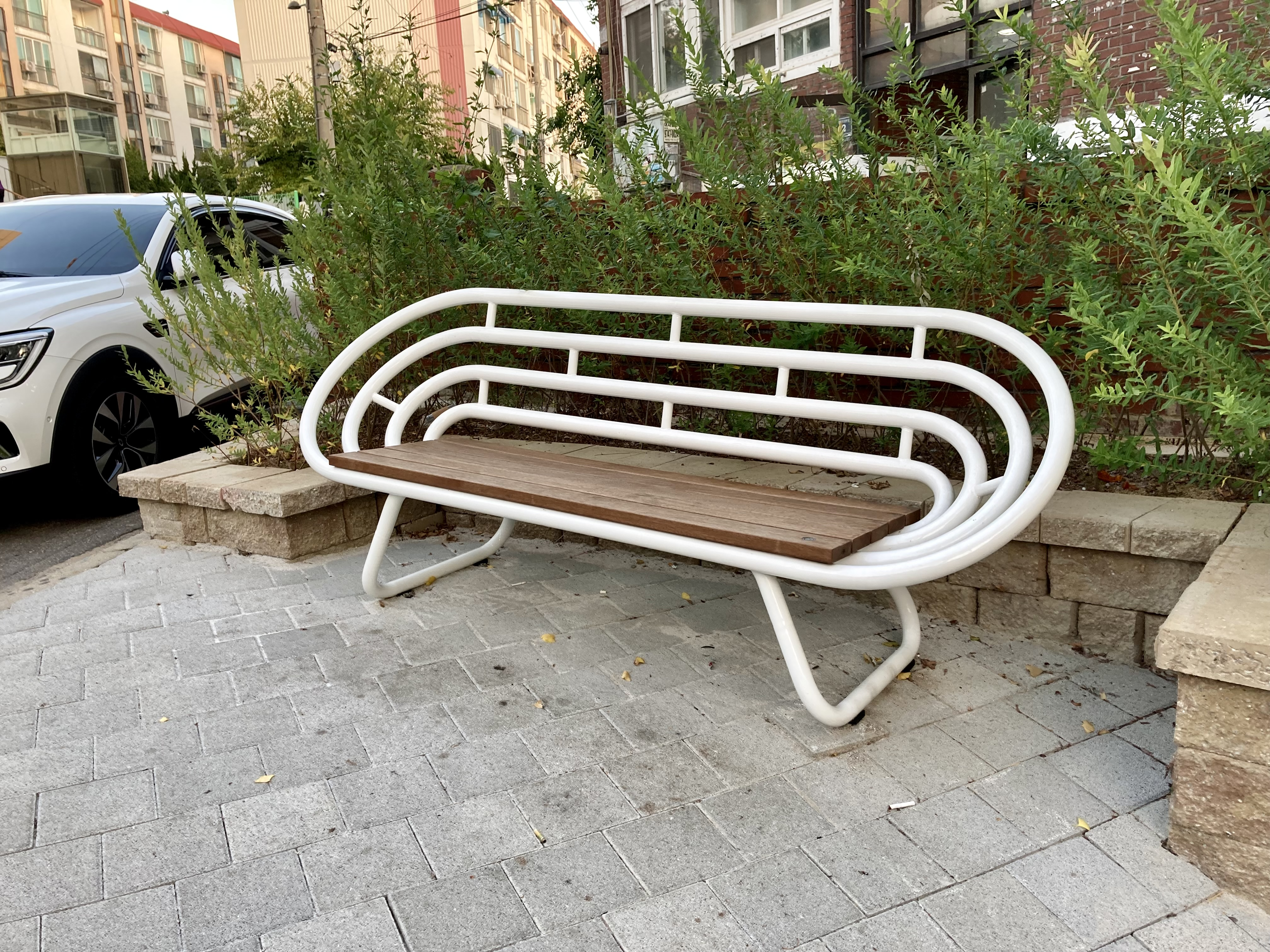
만수5동 정문 앞 벤치
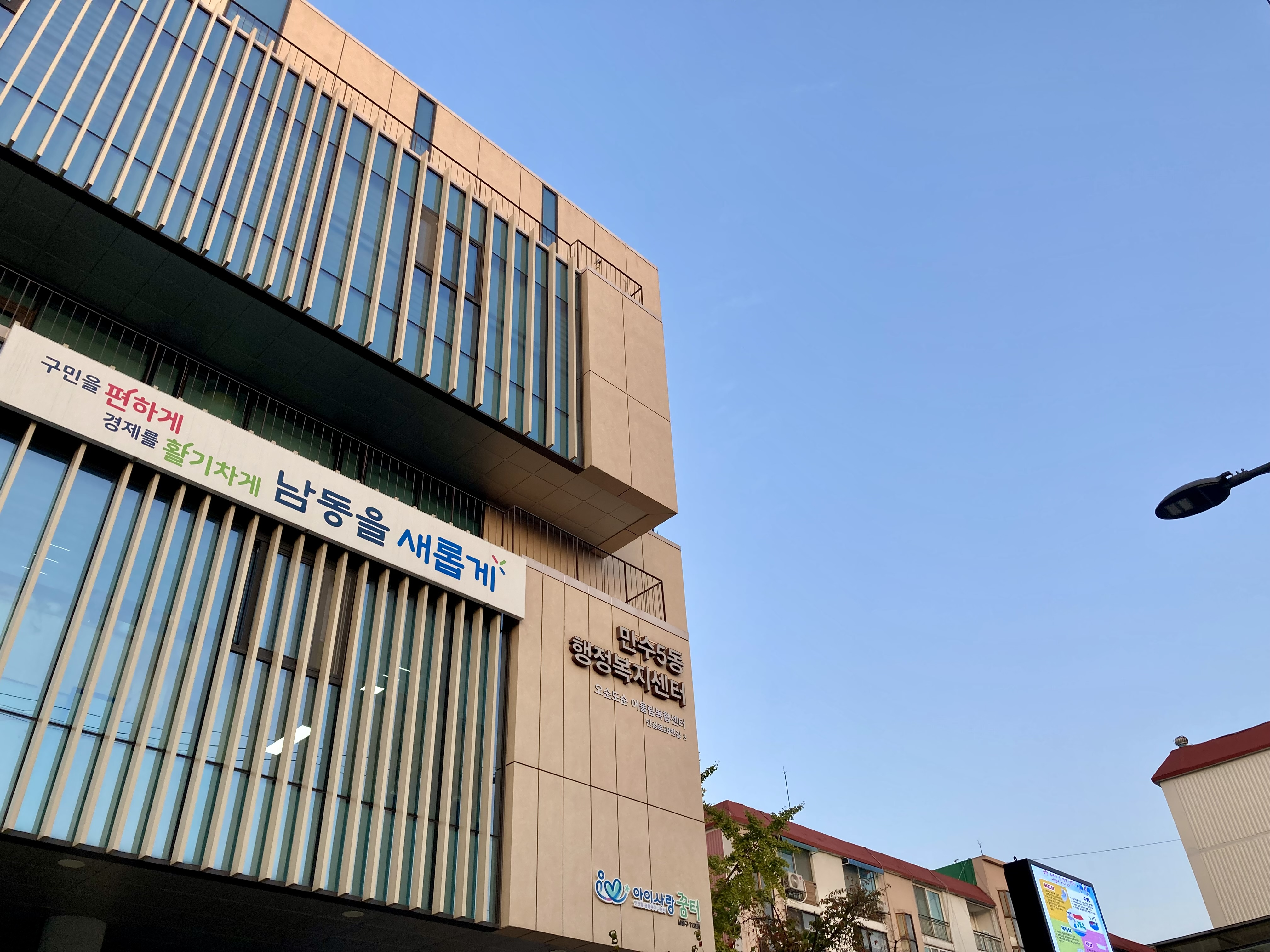
만수5동 행정복지센터 외관
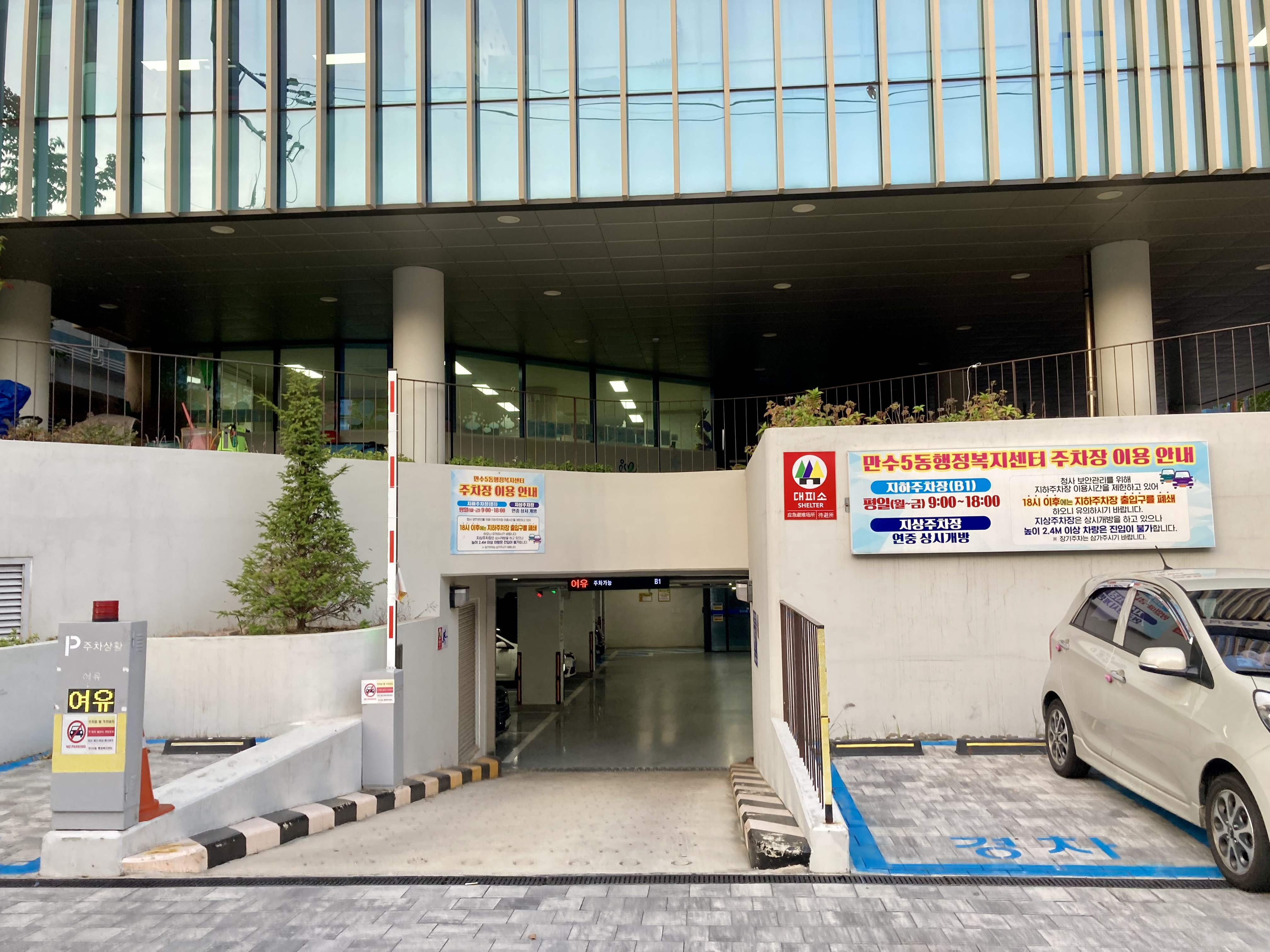
만수5동 행정복지센터 주차장
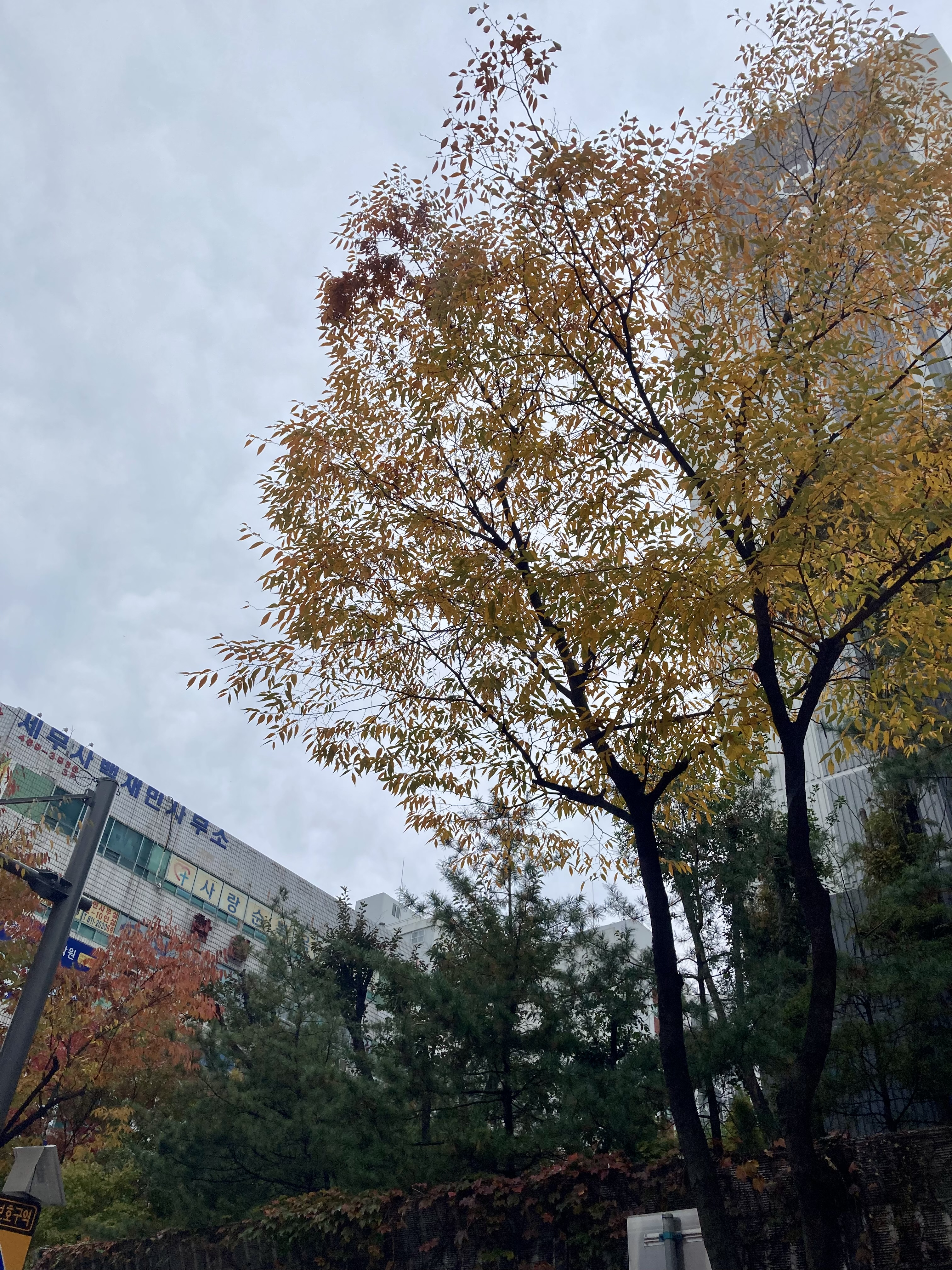
만수6동 가을전경

## 교육
- 새말초등학교
- 인동초등학교
- 인수초등학교
- 동부초등학교
- 장수초등학교
- 만수초등학교
- 만수북초등학교
- 남동초등학교
- 조동초등학교
- 담방초등학교
- 만수중학교
- 만수북중학교
- 만성중학교
- 남동중학교
- 만수여자중학교
- 숭덕여자중학교
- 만수고등학교
- 동인천고등학교
- 문일여자고등학교
- 숭덕여자고등학교

## 공공 기관
- 남동구청
- 인천광역시 동부교육지원청
- 건설기술교육원
- 인천시상수도사업본부 남동정수사업소

## 문화
- 만수시장
- 창대시장

## 주변 정보
- 만수천, 장수천
- 만월산, 만수산, 광학산, 물넘이뒷산, 거머리산, 바잔이산 등이 있다.

## 미디어
- OBS 《코미디 다 웃자고》 - 〈만수동 1970〉

## 아파트
| 단지명             | 건설사              | 시행사              | 주소                         | 입주        | 비고                                 |
| ------------------ | ------------------- | ------------------- | ---------------------------- | ----------- | ------------------------------------ |
| 만수주공 11단지    | ㈜원홍              | 대한주택공사        | 남동구 만수서로105번길 40-18 | 1997년 11월 |                                      |
| 햇빛마을 벽산      | 벽산건설            | 벽산건설            | 남동구 호구포로 924          | 2000년 5월  |                                      |
| 만수 이삭베스파트  | 이삭건설㈜          | 이삭건설㈜          |                              | 2000년 5월  |                                      |
| 만수 대성유니드    | 대성산업㈜ 건설부문 | 대성산업㈜ 건설부문 | 남동구 서판로 30             | 2006년 9월  |                                      |
| 포레시안           | 서희건설            | 한국토지주택공사    |                              | 2011년 5월  | '향촌휴먼시아 1단지'에서 단지명 변경 |
| 향촌휴먼시아 2단지 | 이수건설            | 한국토지주택공사    |                              | 2012년 5월  |                                      |
| 담방마을           | 고려산업개발㈜      | 인천시종합건설본부  |                              | 1994년 5월  | 공공임대                             |